# Стародубцев, Николай Филиппович
Николай Филиппович Стародубцев (15 декабря 1924, с. Голомыскино, Новониколаевская губерния — 31 марта 1964, Новосибирская область) — помощник командира взвода 7-й стрелковой роты 227-го стрелкового полка 175-й Уральско-Ковельской стрелковой дивизии 47-й армии 1-го Белорусского фронта, старший сержант — на момент представления к ордену Славы 1-й степени.

## Биография
Родился 15 декабря 1924 года в селе Голомыскино (ныне Тогучинского района Новосибирской области). Окончив школу, работал в колхозе.
15 февраля 1942 года был призван в Красную Армию. С марта того же года на фронте в Действующей армии. С первого дня и до Победы воевал в составе 227-го стрелкового полка 175-й стрелковой дивизии. Боевая биография красноармейца Стародубцева началась на Курской дуге.
Первую награду — медаль «За отвагу» разведчик Стародубцев заслужил в боях на Правобережной Украине в январе 1944 года. Через полгода в боях под Ковелем получил вторую медаль «За отвагу». К этому времени он уже не раз бывал в тылу врага, участвовал во многих разведывательных поисках, был дважды ранен. Особо отличился в боях за освобождение Польши.
13 сентября 1944 года рядовой Стародубцев действовал в составе группы разведчиков в районе пригорода Варшавы Праги. Бойцы, проникнув ночью вглубь города, скрытно окружила большой каменный дом, превращенный гитлеровцами в опорный пункт. Они забросали в окна гранаты и после короткого боя захватила его. В этом бою разведчики уничтожили до взвода вражеской пехоты, семь противников взяли в плен. Своими действиями обеспечили продвижение остальных подразделений дивизии вглубь города. Приказом командира 175-й стрелковой дивизии от 5 октября 1944 года за мужество и отвагу, проявленные в бою, рядовой Стародубцев Николай Филиппович награждён орденом Славы 3-й степени.
В результате четырёхдневных боев советские войска овладели Прагой. Создались выгодные условия для форсирования Вислы и оказания помощи восставшим варшавянам. Разведывательная группа 175-й стрелковой дивизии получила задачу проникнуть в тыл противника, разведать систему его обороны и захватить «языка». 10 октября 1944 года разведчики переправились на западный берег Вислы и проникли вглубь вражеской обороны. Захватив пленного, стали возвращаться обратно и вышли прямо на вражеский дозор. В бою Стародубцев уничтожил вражеского часового и расчет пулемёта. Когда был ранен офицер, командир разведгруппы, Стародубцев вынес его на восточный берег. Затем вернулся к группе и прикрывал отход. Будучи раненым, последним покинул занятый врагом берег. Приказом по войскам 47-й армии от 1 ноября 1944 года за спасение командира и успешное выполнение задания командования рядовой Стародубцев Николай Филиппович награждён орденом Славы 2-й степени.
В середине января 1945 года советские войска перешли в наступление. Началась Висло-Одерская операция. В ночь на 16 января разведчики во главе с сержантом Стародубцевым по льду преодолели Вислу, ворвались во вражескую траншею, гранатами уничтожили четыре станковых пулемета с расчетами и около двух взводов вражеской пехоты. Взяв четырёх пленных и захватив ценные документы, разведчики доставили их командиру полка. Затем они снова устремились вперед, вглубь вражеской обороны. На плацдарм, захваченный разведчиками, вступили главные силы полка. С этого плацдарма дивизия начала наступление на Варшаву.
Указом Президиума Верховного Совета СССР от 31 мая 1945 года за отвагу и мужество, проявленные в боях за Варшаву старший сержант Стародубцев Николай Филиппович награждён орденом Славы 1-й степени. Стал полным кавалером ордена Славы.
В 1945 году Н. Ф. Стародубцев был демобилизован. Возвратился на родину. Жил в селе Завьялово Тогучинского района Новосибирской области. Сначала работал бригадиром в колхозе, потом мастером в совхозе. Но вскоре открылись старые раны, пришлось уйти на пенсию. Скончался 31 марта 1964 года.
Награждён орденами Славы 3-х степеней, медалями.